# Flughafen Bolschoje Sawino

i8
i11
i13
Der Flughafen Bolschoje Sawino (russisch Аэропорт Большое Савино, wissenschaftliche Transliteration Aeroport Bolschoje Sawino, IATA-Code: PEE, ICAO-Code: USPP) ist ein internationaler Flughafen in der Region Perm, der 16 km südwestlich des Stadtzentrums der russischen Millionenstadt Perm liegt. Er wird zivil und militärisch genutzt und hat 39 Parkpositionen an den Terminals und im Luftfrachtbereich. Der Flugplatz ist im Besitz der Russischen Föderation.
Der Flughafen gehört zu den größeren in der Ural-Region und ist von nationaler (föderaler) Bedeutung in Russland. Außerdem ist es der einzige Flugplatz der Region Perm, der reguläre Passagierflüge anbietet. Die Hauptroute für den Passagiertransport ist Moskau–Perm.

## Geschichte
Im Jahr 1940 wurde ein Flugplatz eröffnet, der sich damals auf dem Territorium des heutigen Wohngebietes Gorodskije Gorki befand. Im Jahr 1957 wurde der alte Zivilflugplatz verlegt und ein neuer Flugplatz Bacherewka eröffnet. 
Der heutige Flughafen wurde 1952 unter der persönlichen Kontrolle von Marschall Schukow gebaut, der nach dem Ende des Zweiten Weltkrieges von Stalin auf den Posten des Kommandeurs des Militärbezirks Ural abgeschoben wurde. Der Flugplatz hatte zunächst eine ausschließlich militärische Funktion. 
Da der Flugplatz Bacherewka bald nicht mehr den Anforderungen der neu eingeführten Strahlflugzeuge genügte, wurde am 15. Februar 1965 der militärische Flugplatz auch für die zivile Luftfahrt geöffnet – der heutige Flughafen Bolschoje Sawino. 
Der Name des Flugplatzes leitet sich von dem in der Nähe liegenden Dorf Bolschoje Sawino ab. Er ist als Flugplatz für zivile und militärische Zwecke ausgelegt. Der erste offizielle Flug war der Flug einer Il-18 auf der Strecke Swerdlowsk–Perm–Moskau und zurück. Im November 1965 wurde der Bau der Flugsteige und der Stellplätze auf dem Vorfeld abgeschlossen. Das Flughafenterminal wurde am 16. Februar 1967 in Betrieb genommen.
Während des Kalten Krieges waren am Flugplatz bis zu 38 MiG-25 stationiert sowie einige Jak-25 und Jak-28. Ab 1991 wurden hier die moderneren MiG-31 stationiert.
Bolschoje Sawino erhielt 1993 den Status eines internationalen Flughafens (Anordnung der Regierung der Russischen Föderation vom 16. Januar 1993 Nr. 2055-p).
In den Jahren 2002 bis 2003 wurde die Start- und Landebahn erneuert. Dabei wurde die einzige Start- und Landebahn auch von 2500 m auf 3000 m verlängert, damit auf dem Flughafen alle Flugzeugtypen landen können. Während der Bauarbeiten an der Start- und Landebahn wurde diese im Herbst 2002 für eine gewisse Zeit gesperrt und die Flugzeuge mussten auf einer benachbarten unbefestigten Piste starten und landen. Während der übrigen Bauarbeiten wurden nur Flüge mit der An-24 und der Jak-40 durchgeführt, die beide nur eine sehr kurze Start- und Landebahn benötigen.
Gegenwärtig hat der militärische Bereich des Flugplatzes nur einige wenige Stellplätze für Kampfflugzeuge und Bomber. Im militärischen Bereich ist das 764. Jagdfliegerregiment stationiert. Es ist das einzige Regiment der 5. Luftarmee der Russischen Luftstreitkräfte und der Luftverteidigungsstreitkräfte, das mit Kampfflugzeugen ausgerüstet ist. Das 764. Jagdfliegerregiment untersteht direkt dem Hauptquartier der Russischen Luftstreitkräfte.
Angeflogen wird der Flughafen unter anderem von den russischen Fluggesellschaften Aeroflot, S7 Airlines, Rossija, Pobeda und mehreren Regionalfluggesellschaften.

## Technische Charakteristika
Die Start- und Landebahn des Flughafens Bolschoje Sawino hat die Maße 3200 × 49 m, Klasse B, PCN 55/R/C/W/T. Das Vorfeld mit den Stellplätzen umfasst eine Fläche von 31.200 m².
Folgende Flugzeugtypen und Hubschraubertypen dürfen hier landen:
An-2,
An-12,
An-24,
(An-72),
An-74,
Il-18,
Il-76,
Il-114,
Tu-134,
Tu-154,
Tu-204,
Tu-214,
A319,
A320,
B737-500,
B737-300,
Jak-40,
Jak-42,
Mi-2,
Mi-6,
Mi-8,
Mi-26.
Aus Sicht der Luftfahrt sind die durchschnittlichen Wetterbedingungen am Platz gut. Auch in den Wintermonaten ist der Flughafen immer für den Flugverkehr geöffnet. Es gibt nur wenige Tage mit Nebel oder unzureichender Landebahnsichtweite. Der Flugzeugtreibstoff wird über eine Rohrleitung von einem erdölverarbeitenden Betrieb zugeführt. Das Güterterminal des Flughafens hat eine Kapazität von bis zu 10.000 t.

## Konflikt mit Perm Airlines
Seit der Eröffnung des Flughafens bis Ende 2006 wurde der größte Teil des Passagiertransportes von Perm Airlines durchgeführt. Perm Airlines firmierte bis 1992 unter dem Namen „Zivile Luftfahrtbehörde Ural – Luftabteilung Perm“ (russisch Пермский авиаотряд Уральского управления гражданской авиации).
Die Lufthansa etablierte 1993 Flüge zum Flughafen Bolschoje Sawino, im Sommer 2000 folgte die russische Fluggesellschaft Aeroflot. Ihr Anteil am Passagieraufkommen des Flughafens blieb jedoch gering. Der Zugang zum Flughafen blieb für andere Fluggesellschaften erschwert.
Fluggesellschaften wie UTair, Karat, Ural Airlines, Atlant-Soyuz Airlines und S7 Airlines hatten in der Vergangenheit bereits mehrfach ihre Absicht bekräftigt, Linienflüge auf stark der frequentierten Strecke Moskau–Perm einzurichten. Das hätte sich negativ auf die finanzielle Situation von Perm Airlines ausgewirkt, deren Haupteinnahmequelle ebendiese Flugverbindung darstellte. Deshalb hatte die Permer Fluggesellschaft, die auch den Flughafen betrieb, den Zugang anderer Fluggesellschaften zu dieser Strecke behindert. So hatte beispielsweise die Fluggesellschaft KNG-Transavia den Linienverkehr Perm–Moskau aufgenommen, ihn kurze Zeit darauf jedoch wieder eingestellt und den Flughafenbetreiber Perm Airlines beschuldigt, einen unfairen Konkurrenzkampf zu führen und administrative Barrieren aufzubauen.
Nachdem Perm Airlines im Dezember 2006 ein Codesharing-Abkommen mit S7 Airlines geschlossen hatte, änderte sich die Situation und Perm Airlines stellte die eigene reguläre Passagierbeförderung faktisch ein.

## Verkehrsanbindung an Perm
Vom Flughafen Bolschoje Sawino aus erreicht man Perm mit den Bussen der Linie 42, die von 7:00 Uhr bis 22:30 Uhr bis zum Busbahnhof von Perm fahren.

## Zwischenfälle
- Am 14. September 2008 stürzte eine Boeing 737-500 (Luftfahrzeugkennzeichen VP-BKO) auf dem Aeroflot-Flug 821 im Landeanflug ab. Alle 88 Insassen kamen ums Leben.[5][6]

## Veranstaltungen
Auf dem Flugplatz findet die Flugschau „Wings of Parma“ statt.